# St.-Thomas-Gymnasium Wettenhausen
Das St.-Thomas-Gymnasium Wettenhausen ist eine Schule im schwäbischen Landkreis Günzburg, die einen musischen und einen wirtschaftswissenschaftlichen Zweig anbietet. Träger ist das Schulwerk der Diözese Augsburg. Für die Schüler besteht kein Konfessionszwang, die Teilnahme am Religionsunterricht ist jedoch verpflichtend.

## Lage
Die Schule befindet sich auf dem Areal des Dominikanerinnenklosters Wettenhausen, gelegen in der ländlichen Umgebung des schwäbischen Barockwinkels zwischen Ulm und Augsburg. Es gehört zum Ortsteil Wettenhausen der Gemeinde Kammeltal.

## Geschichte und Gegenwart
Die Geschichte der Schule reicht bis in das Jahr 1866 zurück. Die Dominikanerinnen des Klosters St. Ursula zu Augsburg gründeten unter der Leitung von Sr. M. Aquinata Lauer eine Lehrerbildungsanstalt für Mädchen in Wettenhausen. Vom Schuljahr 1935/36 an durften die Klosterfrauen keine Schülerinnen mehr an ihre private Lehrerinnenbildungsanstalt aufnehmen.
Im Zusammenhang mit der Bildungsexpansion in den 1960er Jahren wurden die zukünftigen Lehrer an Pädagogischen Hochschulen ausgebildet. Die klösterliche Bildungsstätte blieb als  siebenstufiges „Musisches Gymnasium“ bestehen, welches 1972 durch die neunstufige ersetzt wurde. Seit dem Jahr 1976 besuchen auch Jungen das Gymnasium, das 1981 in die Trägerschaft des Bistums Augsburg übergeben wurde. Mit der Versetzung der langjährigen Direktorin Sr. M. Veneranda Vetter in den Ruhestand ging die Schulleitung 1978 zum ersten Mal in „weltliche“ Hände über.
Die nach wie vor Thomas-Schule genannte Ausbildungseinrichtung wurde im Schuljahr 2022/23 von 628 Schülern besucht. Da es sich um eine katholische Schule handelt, finden während des Schuljahres zahlreiche Gottesdienste statt, vor allem an christlichen Festtagen. Des Weiteren werden für die Unterstufe besondere Gottesdienste mit ausgewählten Themen gefeiert, bei denen der ökumenische Gedanke an erster Stelle steht. Der Besuch des Religionsunterrichtes ist verpflichtend. Katholische und evangelische Schüler besuchen den ihrer Konfession entsprechenden Unterricht; alle anderen können aus einem der beiden wählen. Einen konfessionell ungebundenen Ethikunterricht gibt es nicht.
Dem Gymnasium ist ein Tagesheim angeschlossen, das in der Tradition des Klosters der Dominikanerinnen weitergeführt wird.
Die Chorschule unter der Leitung von Jürgen Rettenmaier hatte bereits Auftritte in mehreren europäischen Ländern, unter anderem bei einer Messe im Vatikan. Einige CDs werden kommerziell vermarktet.